# Pulaski (ligne orange du métro de Chicago)
Pour les articles homonymes, voir Pulaski.
Ne doit pas être confondu avec Pulaski (ligne verte du métro de Chicago), Pulaski (ligne rose du métro de Chicago) ou Pulaski (ligne bleue du métro de Chicago).
Pulaski est une station aérienne de la ligne orange du métro de Chicago située au Pulaski Road et de 51st Street dans le sud ouest de Chicago dans le quartier de Archer Heights.

## Description
La station qui a ouvert ses portes le 31 octobre 1993 ressemble aux autres stations de la Midway Branch de la ligne orange ; un style épuré, très fonctionnel développé sur le modèle de celles de la Dan Ryan Branch tout en tenant compte que contrairement à cette dernière les stations de la ligne orange sont aériennes et non situées au milieu d’une autoroute. Elle est composée d’un quai central donnant sur l’entrée grâce aux escalators et ascenseurs installés afin d’être accessible aux personnes à mobilité réduite. 
Son parking de 390 véhicules est régulièrement pris d’assaut par les navetteurs vers le loop dès les petites heures en semaines répercutant de nombreux embarras de circulation dans le quartier tout entier. 
Pulaski est à deux minutes de Midway et dix-neuf minutes du Loop,  1 527 004 passagers y ont embarqué en 2008, ce qui en fait la troisième station la plus fréquentée de la Midway Line (hors loop derrière Midway et Roosevelt.

## Correspondances avec lebus
- #53A  Pulaski South
- #62 Archer (Owl Service - Service de nuit)

## Dessertes
| Nord/Ouest            |  |              |  | Sud/Est                           |
| --------------------- |  | ------------ |  | --------------------------------- |
| Midway (terminus)     |  | ligne orange |  | Kedzie vers Midway via Clark/Lake |
| modifier sur Wikidata |  |              |  |                                   |